# Leiodes rubiginosa
Leiodes rubiginosa är en skalbaggsart som först beskrevs av Schmidt 1841.  Leiodes rubiginosa ingår i släktet Liodes, och familjen mycelbaggar. Enligt den finländska rödlistan är arten nära hotad i Finland. Arten är reproducerande i Sverige. Artens livsmiljö är torra gräsmarker.